# マシュー・ウォルシュ
マシュー・ウォルシュ（Matthew Walsh、1887年7月4日 - 1975年6月21日）はアイルランドダブリン出身の自転車競技の選手。1912年ストックホルムオリンピックに出場し、個人ロードレース196マイル（約315km）で13時間31分17秒のタイムで82位だった。これは首位から2時間48分38秒差であった。
また、団体戦にも出場し、チームは11位であった。